# エル・サタニコ
エル・サタニコ（El Satanico）のリングネームで知られるダニエル・ロペス・ロペス（Daniel López López、1959年10月26日 - ）は、メキシコのプロレスラー。グアダラハラ出身。

## 来歴
1973年6月17日に地元でマスクマンでデビュー。
1974年1月4日にアレナ・コリセオでエル・ベンガドールにマスカラマッチで敗れ素顔になる。
1979年10月19日にカチョーロ・メンドーサを破りメキシカンナショナルミドル級王座奪取。以降80年代にはナショナルミドル級は2度奪取する。
1980年3月28日にメキシコシティで佐山聡を破りNWA世界ミドル級王座を奪取。以降80年までにNWA世界ミドル級王座は4度奪取する。
1984年4月5日には三沢光晴相手に防衛戦を行い勝利している。
1983年7月28日にはリンゴ・メンドーサを破りNWA世界ライトヘビー級王座を奪取。またMS1、ピラタ・モルガンとで「ロス・インフェルナレス」を結成。
1985年3月8日にはナショナルトリオ王座決定トーナメントで優勝し初代王者になる。 以降UWA、EMLL（後のCMLL）を拠点。
1991年11月22日にはCMLL世界トリオ王座決定トーナメントで優勝し初代王者になる。
1994年11月27日にはアポロ・ダンテスを破りCMLL世界ミドル級王座奪取。日本にはSWS、FMWなどに来日した。
1997年6月にはメキシコにてTAKAみちのくを破りインディペンデント・ワールド・ジュニアヘビー級王座を奪取。1997年10月10日にはみちのくプロレス両国国技館大会に来日。サトル・サヤマと対戦した。
2003年11月25日にはフェリーノを破りCMLL世界ウェルター級王座奪取。
2025年4月27日に行われた両国国技館「LUCHA FIESTA ESPECIAL」ではザ・グレート・サスケと組み、エル・パンテーラ、ネグロ・ナバーロ組と対戦。2000年のCMLLジャパン以来、25年ぶりの来日となった。

## 得意技
- ラ・サタニコ

エル・ヌドと同型。

## 獲得タイトル
- ナショナルミドル級王座：3回
- ナショナルトリオ王座：2回（w/ MS-1 & ピラタ・モルガン w/ アベルノ & メフィスト）
- NWA世界ライトヘビー級王座：4回
- NWA世界ミドル級王座
- UWA世界ミドル級王座
- CMLL世界ミドル級王座
- CMLL世界ウェルター級王座
- CMLL世界トリオ王座：3回（w/ MS-1 & ピラタ・モルガン w/ エミリオ・チャレス・ジュニア & レイ・ブカネロ w/ アベルノ & メフィスト）
- インディペンデントワールド世界ジュニアヘビー級王座